# Marie-Thérèse Colimon-Hall
Marie-Thérèse Colimon-Hall (nacida como Colimon, Puerto Príncipe, 11 de abril de 1918 - abril de 1997) fue una escritora y dramaturga haitiana. Fue una connotada feminista de su tiempo, parte fundamental en la organización del Congreso Nacional de Mujeres Haitianas de abril de 1950.
Nacida en Puerto Príncipe, comenzó su carrera tanto como escritora y dramaturga publicando cinco obras entre 1949 y 1960. En 1974, su primera y más conocida novela, Fils de Misère, salió al público. También escribió ensayos, cuentos cortos e incursionó en literatura infantil. Las entusiastas observaciones de Colimon sobre la lucha del pueblo haitiano contra la pobreza le dieron un especial impacto a su trabajo, como lo demostró en Fils de Misère. En Les Chants des sirenes, su colección de cuentos, exploró el doloroso impacto de la diáspora haitiana tanto en aquellos que estaban en el exilio como en la comunidad haitiana. Fue una de los miembros iniciales de la Liga Femenina para la Acción Social, de la que fue su presidenta entre 1960 y 1971.

## Obras
- 1949 : La Fille de l'esclave, pieza «patriótica» en tres actos para niñas. Puerto Príncipe: ediciones Dandin Frères.
- 1949 : Le Chant du musicien, cuento de hadas en 3 actos y 8 capítulos con coros y ballets.
- 1955 : Marie-Claire Heureuse, drama histórico en 4 capítulos y un prólogo.
- 1962 : Luciole, drama en tres actos.
- 1973 : La Source, cuento de Navidad, Puerto Príncipe: Ateliers Fardin.
- 1973 : Mon cahier d'écritures, choix de poèmes. Port-au-Prince, Ateliers Fardin.
- 1974 : Haïtiennes d'autrefois, ou Le Message des aïeules, sketch histórico en tres capítulos.
- 1974 : Fils de misère. Puerto Príncipe: ediciones Caraïbes.
- 1979 : Le Chant des Sirènes, Puerto Príncipe: Ediciones du Soleil.